# Grossmutterloch

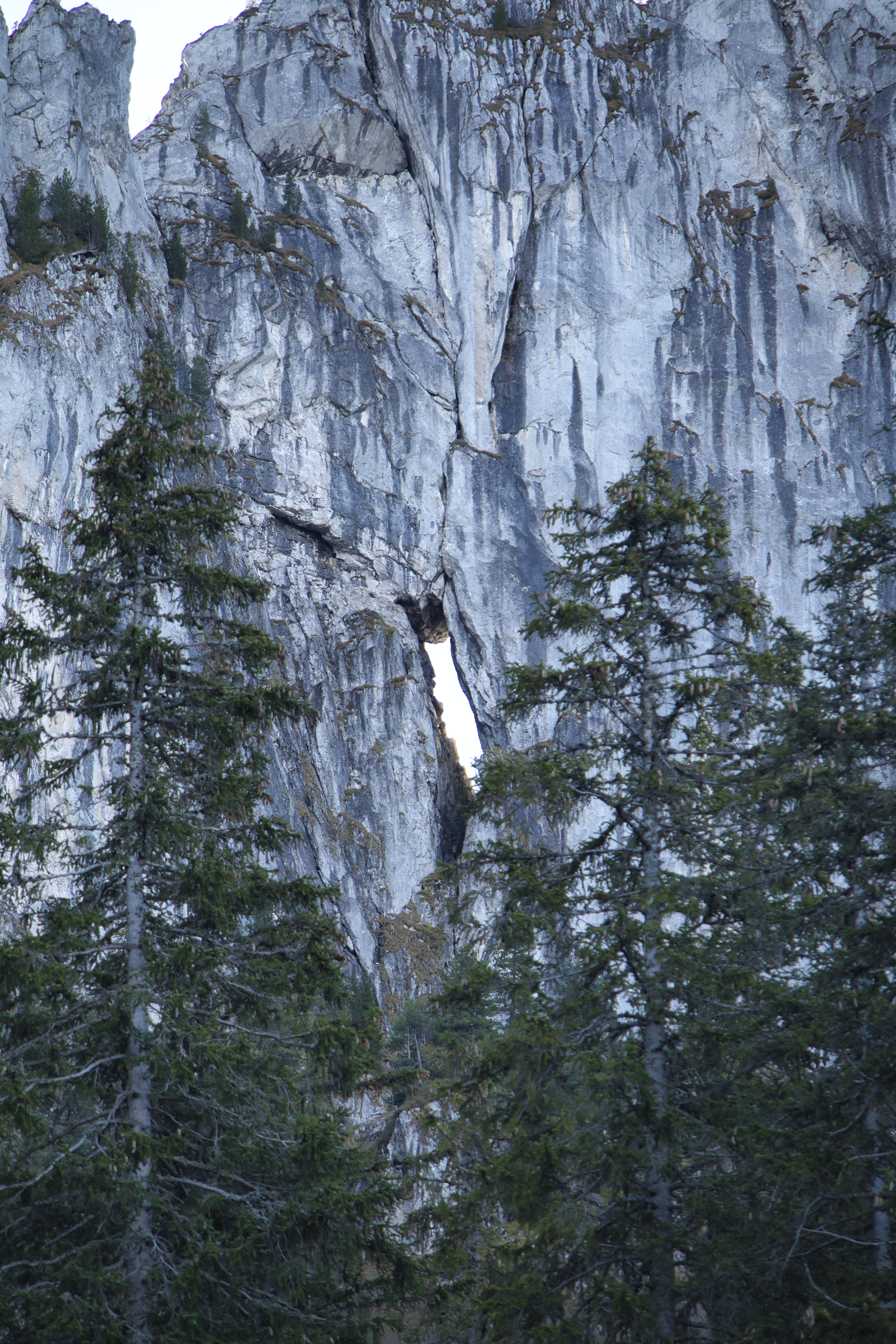
Das Grossmutterloch in den Gastlosen

Das Grossmutterloch ist ein natürlich entstandener Felsdurchbruch in der Gebirgskette der Gastlosen in den Schweizer Voralpen.

## Beschreibung
Das Grossmutterloch befindet sich südlich der Gemeinde Jaun unterhalb der Gipfel der Sattelspitzen auf der Grenze der Kantone Freiburg und Bern. Der Durchbruch durch das Bergmassiv ist etwa 5 Meter breit und zwischen 15 und 20 Meter hoch.

### Entstehung
Während der Auffaltung der Alpen wurden Gesteinsklippen durch die bestehenden Flysch-Schichten gepresst und aufgeschoben. Es entstand die Gebirgskette der Gastlosen. Im Lauf von Jahrmillionen kam es immer wieder zu tektonischen Verwerfungen. Begünstigt wurde die Entstehung des Grossmutterlochs vor etwa 10 Millionen Jahren durch seine Lage an der Schnittstelle mehrerer tektonischer Brüche. Dazu kamen die Einflüsse der Erosion, etwa durch Regen, Wind und Frostverwitterung, was letztlich zum Felsdurchbruch führte.

### Naturphänomen

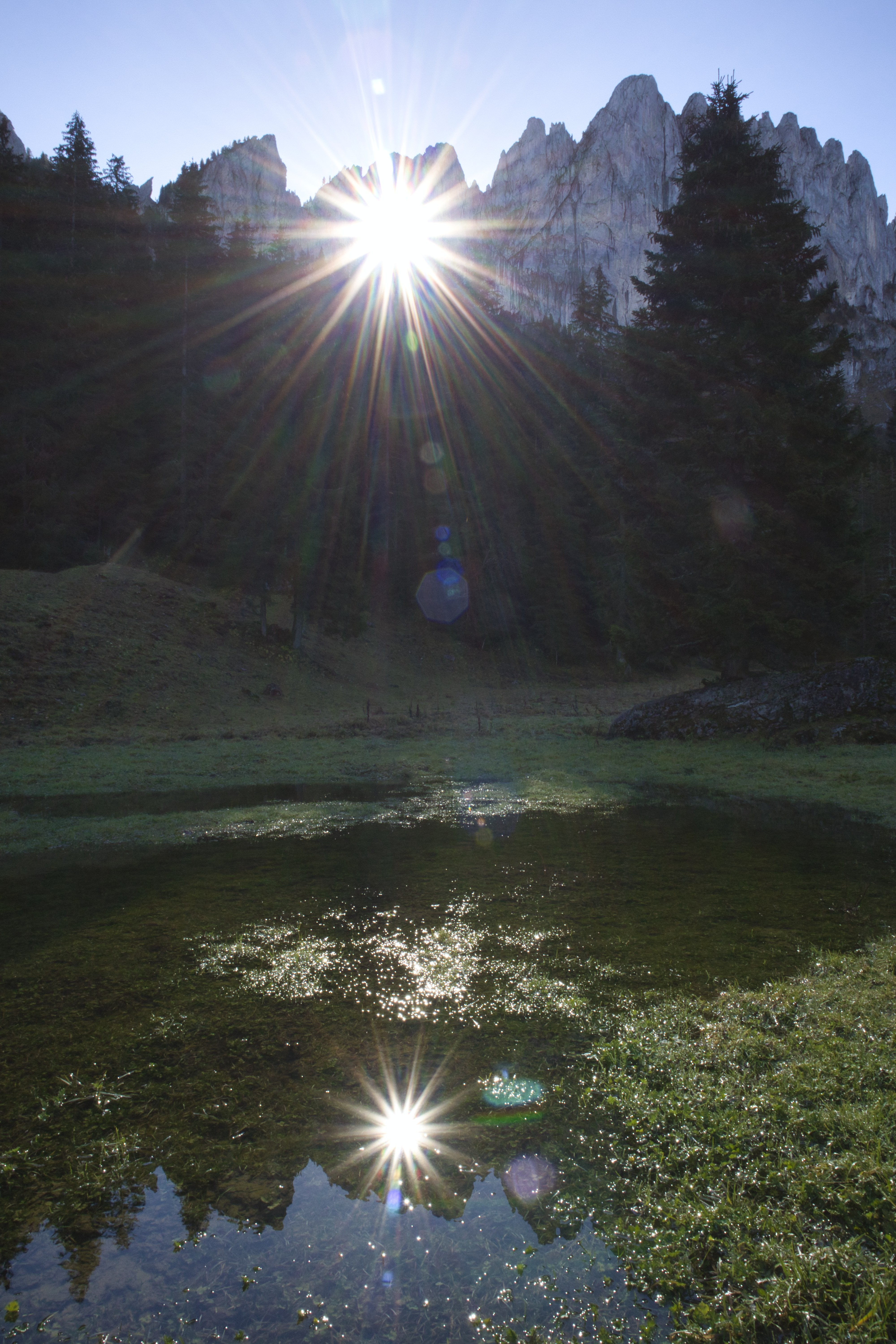
Durchscheinende Sonne im Grossmutterloch

Zwischen Ende Oktober und Februar kommt es an bestimmten Tagen für jeweils eine kurze Zeitspanne zu einem Naturereignis im Gebiet des Grossmutterlochs, bei dem die Sonne direkt durch den Felsdurchbruch scheint und dabei gewisse Gebiete bzw. gegenüberliegende Berghänge anstrahlt. Dieses Phänomen entwickelte sich zu einem beliebten Ziel für Touristen, die zur Beobachtung des Ereignisses auf einer etwa zweistündigen Wanderung in die Berge bei Jaun aufsteigen. In der Zeit des Auftretens der Erscheinung werden auch geführte Touren angeboten.
Ein ähnliches Naturschauspiel ist in Elm im Kanton Glarus am Martinsloch, einem ebenfalls durch geologische Prozesse entstandenen Felsdurchbruch, zu beobachten.

## Sage und Namensherkunft
Der Sage nach soll der Teufel persönlich, der in den Bergen in der Nähe von Gruyères sein Quartier aufgeschlagen hatte, für den Felsdurchbruch verantwortlich sein. Eines Tages soll es zu einem erbitterten Streit zwischen ihm und seiner Grossmutter gekommen sein, infolge dessen er sie gegen die Felswand der Gastlosen schmetterte und auf diese Weise das Grossmutterloch erzeugte. Eine andere Version der Sage erzählt, dass der Teufel seine Grossmutter nach dem Streit über den Felsenkamm warf. Das bereute er im gleichen Augenblick, und so durchschlug er selbst den Berg mit seiner Faust, um die Grossmutter auf der anderen Seite wieder aufzufangen.